# 1594

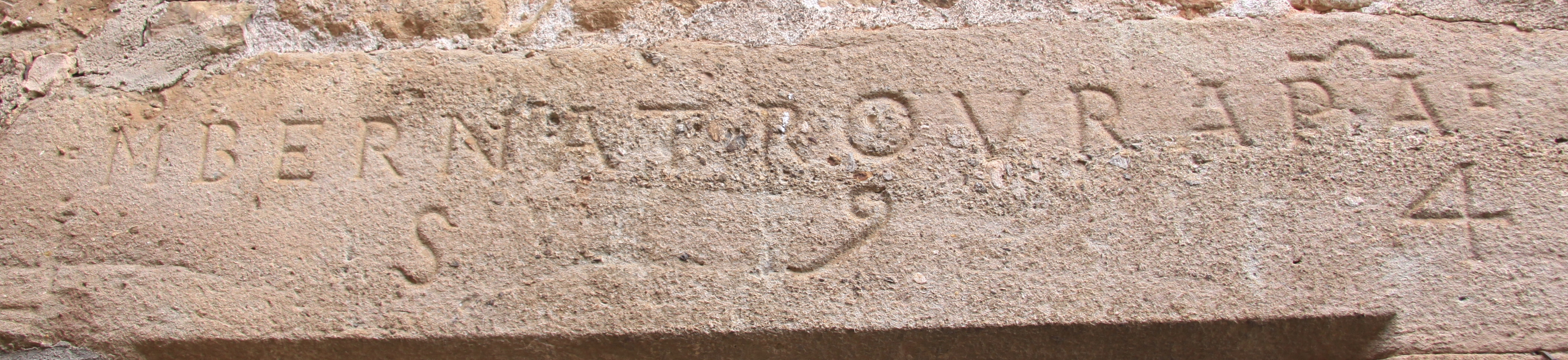
Llinda d'una casa de Santa Pau

## Esdeveniments
- 27 de febrer - Enric IV de França és coronat rei de França a Chartres.
- Tibi (l'Alcoià), es construeix el primer embassament d'Europa.
- Solsona va ser proclamada ciutat.

## Naixements
Països Catalans
- 16 de febrer - Barcelona: Juliana Morell, humanista, teòloga, traductora i escriptora (m. 1653).[1]
- 23 d'abril - Viladrau (Osona): Joan Sala i Ferrer, "Joan de Serrallonga", bandoler català. (m. 1634)[2]

Resta del món
- 25 de març - Amsterdam: Maria Tesselschade Visscher, poeta i gravadora neerlandesa, de l'Edat d'Or neerlandesa (m. 1649).[3]

## Necrològiques
- 31 de maig, Venècia: Jacopo Comin, més conegut com a Tintoretto o Jacopo Tintoretto, un dels grans pintors de l'escola veneciana (n. 1518-19).[4]

- Nizam al-Din Ahmad ibn Muhammad Mukim al-Harawi, historiador persa.